# عضرفوط بني شائك القفا
العضرفوط البني شائك القفا (الاسم العلمي: Acanthosaura lepidogaster)، هو نوع من الزواحف يتبع فصيلة العضرفوطيات ضمن رتبة الحرشفيات.